# Sidusa mona
Sidusa mona là một loài nhện trong họ Salticidae.
Loài này thuộc chi Sidusa. Sidusa mona được Elizabeth Bangs Bryant miêu tả năm 1947.